# ثبات سخت‌افزاری
در الکترونیک دیجیتال، خصوصاً رایانش، یک ثبات سخت افزاری (به انگلیسی: Hardware register) بیتهای (کوچکترین واحدهای داده) اطلاعات را به‌صورتی که قابل خواندن و نوشتن همزمان باشند ذخیره مینماید.

## بیشتر بدانیم
ثبات